# Tony François
Tony François, né le 11 avril 1971, est un ancien footballeur international mauricien, jouant comme attaquant.

## Biographie
Il évolue à l'AS Rivière du Rempart depuis 2007. 
Il a été international mauricien entre 1998 et 2006. Il fut trois fois meilleur buteur du championnat mauricien en 2002 (18 buts), en 2003 (11 buts) et en 2008-2009 (17 buts).
En février 2022, la MFA (Mauritius Football Association) le nomme sélectionneur de Maurice avec pour mission de passer le tour préliminaire de la CAN 2023. Il est démis de ses fonctions 1 an plus tard.